# Dauwbraam
Dauwbraam (Rubus caesius) is een kruipende, overblijvende plant uit de rozenfamilie (Rosaceae). In de volksmond wordt dauwbraam ook wel duinbraam genoemd. De soortaanduiding caesius is Latijn voor lichtblauw.

## Determinatie

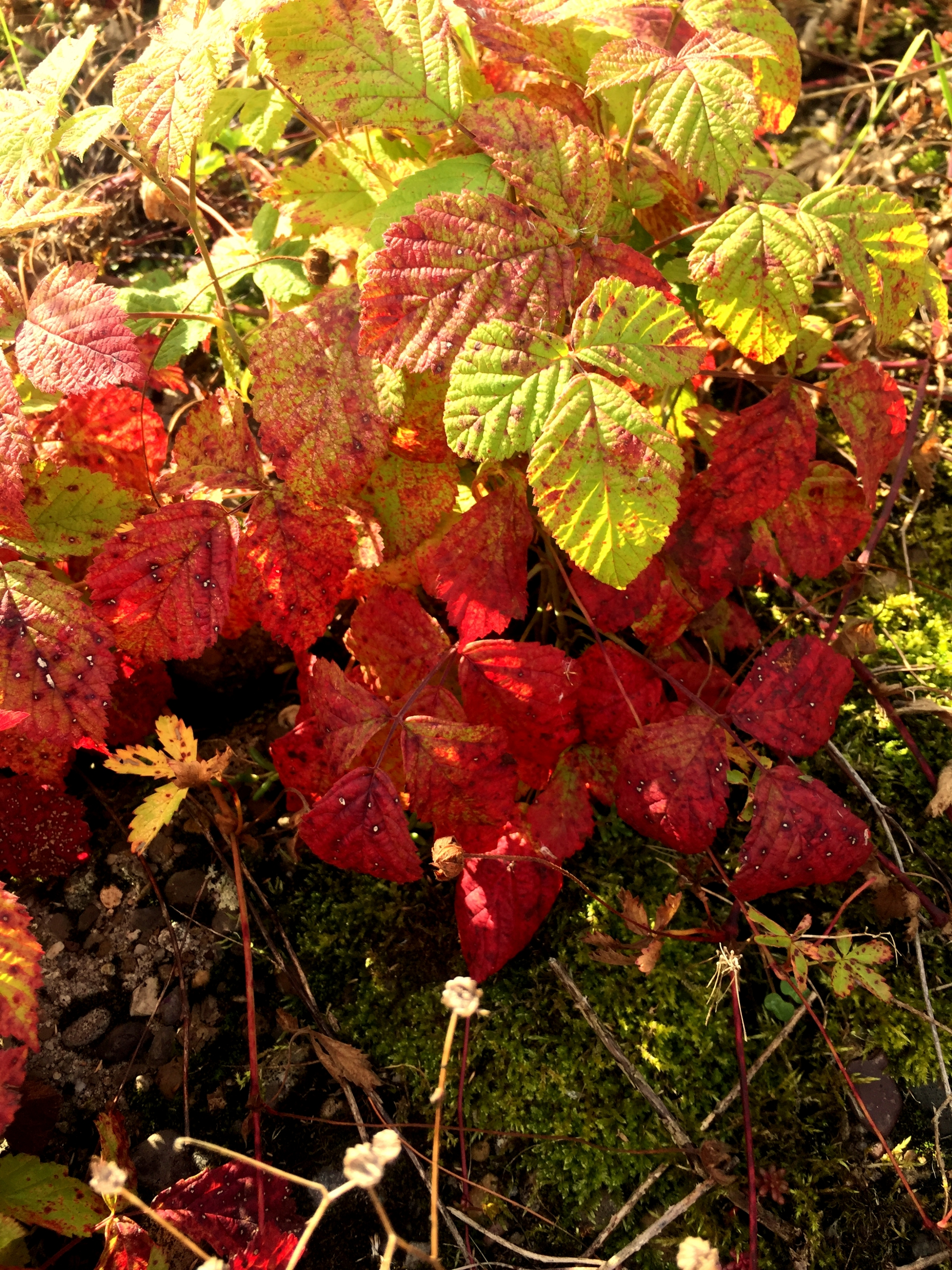
Verkleurend blad

De stengels zijn kruipend en 1–5 m lang en vaak roodachtig van kleur, met in het tweede jaar bloeiende zijtakken, daarna sterven ze af, in de duinen wordt geen halfstruik gevormd, de stengels en bloemdragende takken groeien elk jaar uit het bladrozet en sterven elk jaar af.

De bladeren zijn drietallig en verspreidstandig, ze zijn lichtgroen met korte haren aan de onderzijde, later in het seizoen verkleuren ze naar rood.
De bladsteel is gegroefd met langwerpige lancetvormige steunblaadjes.

De bloemen zijn tweeslachtig en 1½ à 2½ cm groot, de vijf kroonbladen zijn rond met grijsviltige kelkbladen. 
Het vruchtbeginsel is bovenstandig.
De vruchten zijn steenvruchten, kleiner dan van de gewone braam en bestaan uit vijf tot twintig deelvruchtjes, ze zijn vrij zuur en sappig.
De kleur van de vrucht is, door de waslaag, dofblauw, aan het berijpte uiterlijk heeft hij zijn Nederlandse naam dauwbraam en Engelse naam dewberry te danken.

De zaden zijn tweezaadlobbig en zijn korter dan één jaar kiemkrachtig (zeer kortlevend, Thompson & Grime (1979)).
De soort is gevoelig voor papilbraamroest (Phragmidium bulbosum).

## Ecologie
Behalve in de duinen komt dauwbraam ook voor in het rivierengebied en langs spoordijken.
De plant gedijt het beste op zonnige tot halfbeschaduwde plaatsen met een neutrale of kalkhoudende grond.
Dauwbraam groeit o.a. in open plaatsen in bossen, bosranden en struwelen, duinen, oevers, bermen, langs spoorwegen, kalkhellingen, langs muren en in soms in knotwilgen.
Hybriden tussen dauwbramen en andere bramensoorten zoals bosbraam of framboos (Rubus idaeus) kunnen gemakkelijk ontstaan.
De kruipende takken en de wortels helpen om stuivend zand vast te houden.
Dauwbraam schijnt het oprukken van de duindoorn te belemmeren.
Hij is de waardplant voor de zuringuil (Acronicta rumicis), 
de braamparelmoervlinder (Brenthis daphne), bladmineerders (Coleophora potentillae, Ectoedemia rubivora en Stigmella splendidissimella),  aardbeivlinder (Pyrgus malvae) en de braamvlinder (Thyatira batis).

In het duingebied van Holland en Zeeland ontstaat op sommige plaatsen het dauwbraamlandschap.

## Verspreiding
Het verspreidingsgebied van dauwbraam strekt zich uit over Europa, noordelijk tot in Zuid-Zweden, West- en Midden-Azië.
In Nederland algemeen met uitzondering van de voormalige veenkoloniën in Oost-Groningen en Drenthe en de Veluwe en het Gooi.

## Medicinale werking
Gekneusd blad van dauwbraam helpt om bloed te stelpen.

## Fotogalerij

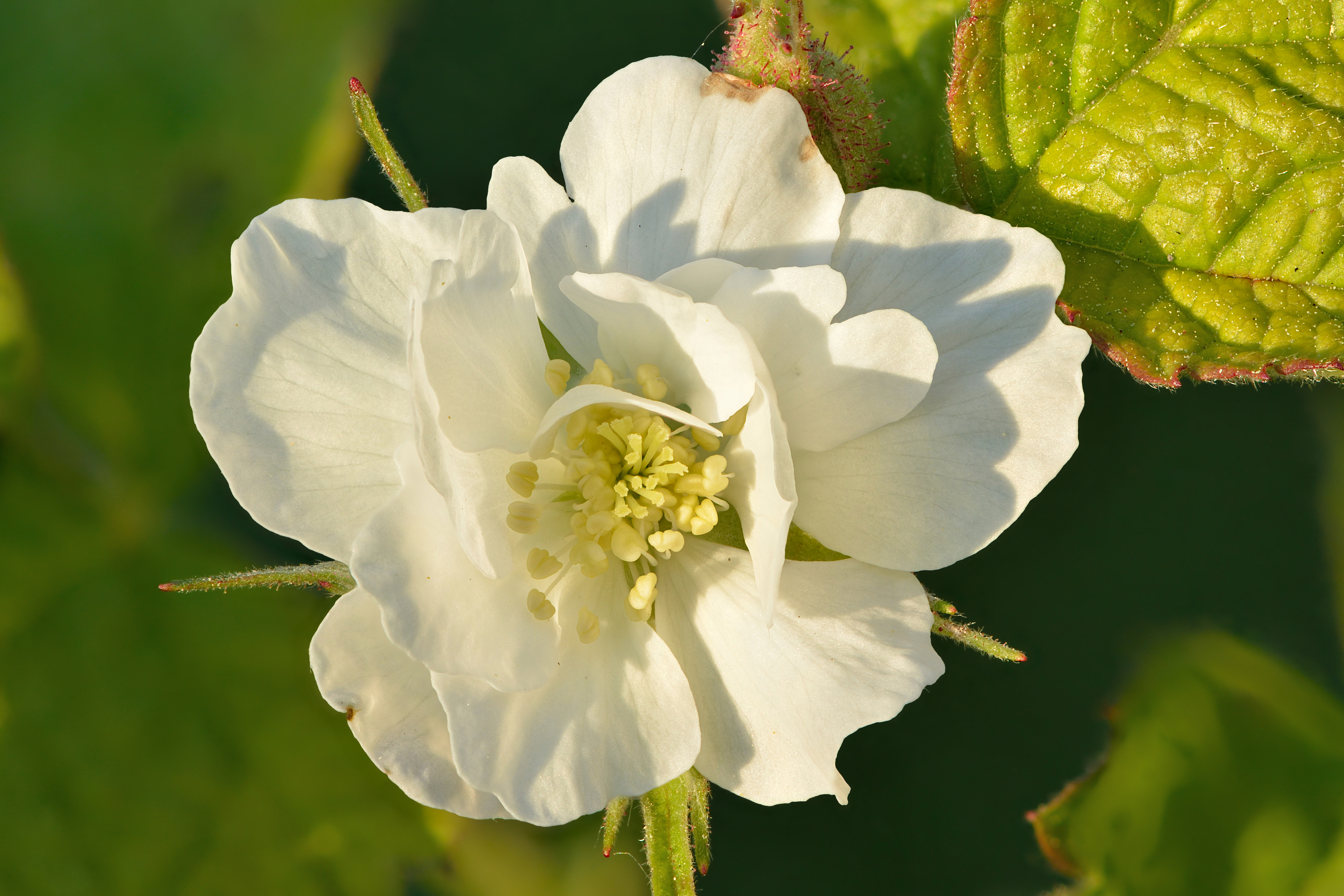
Bloem
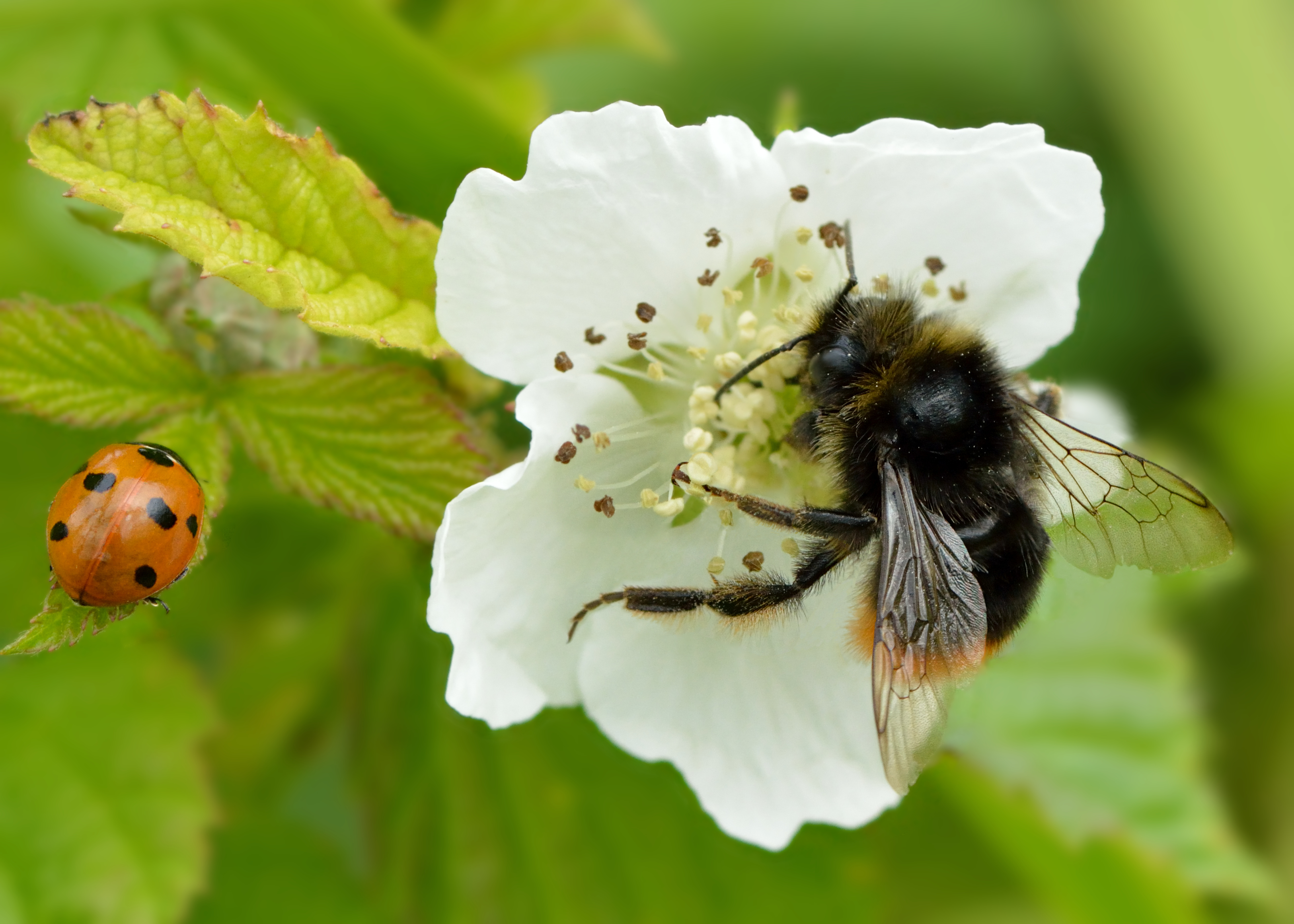
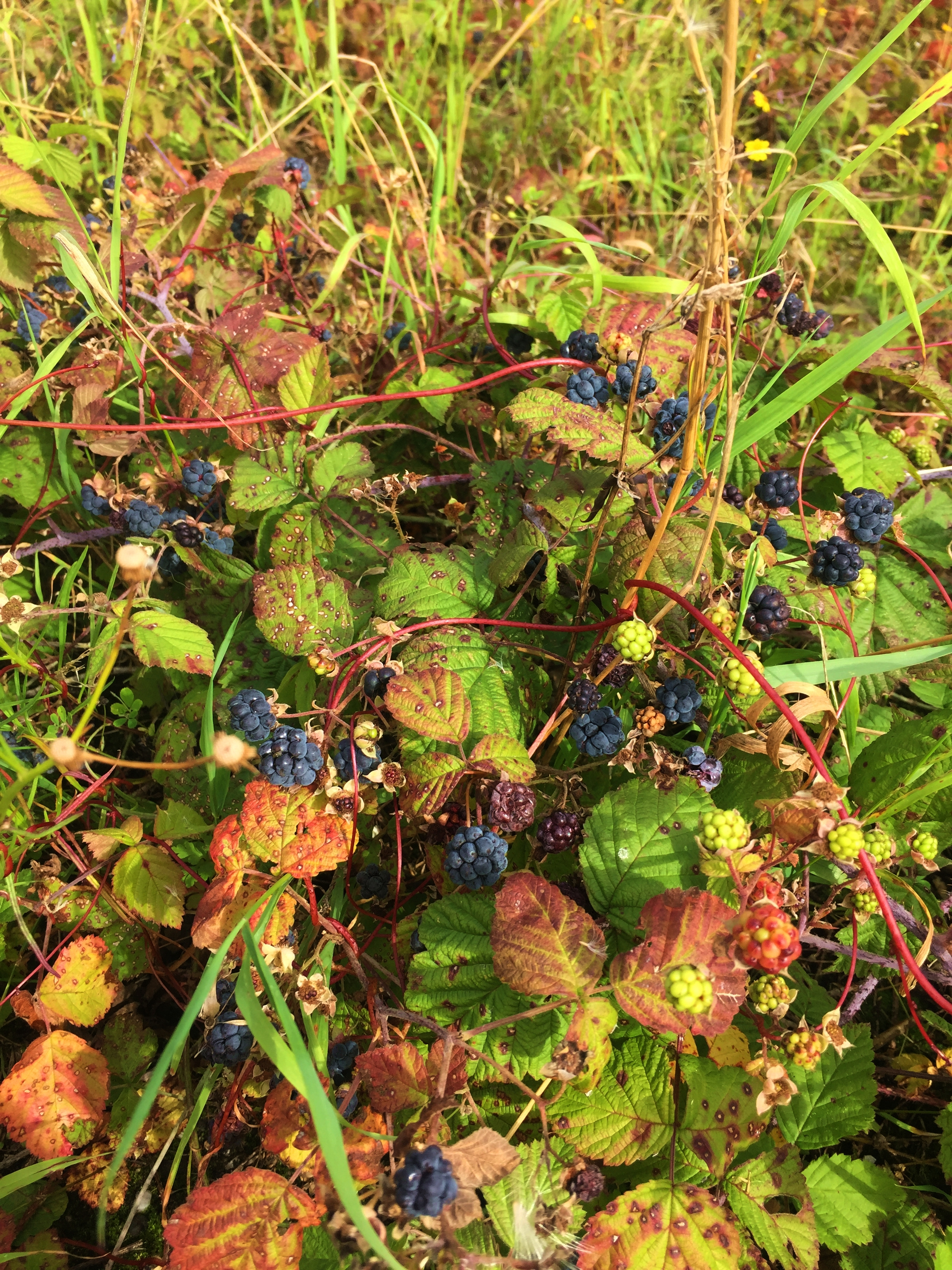
Dauwbraam (Rubus caesius), (half)struik, aangetast door dauwbraamroest
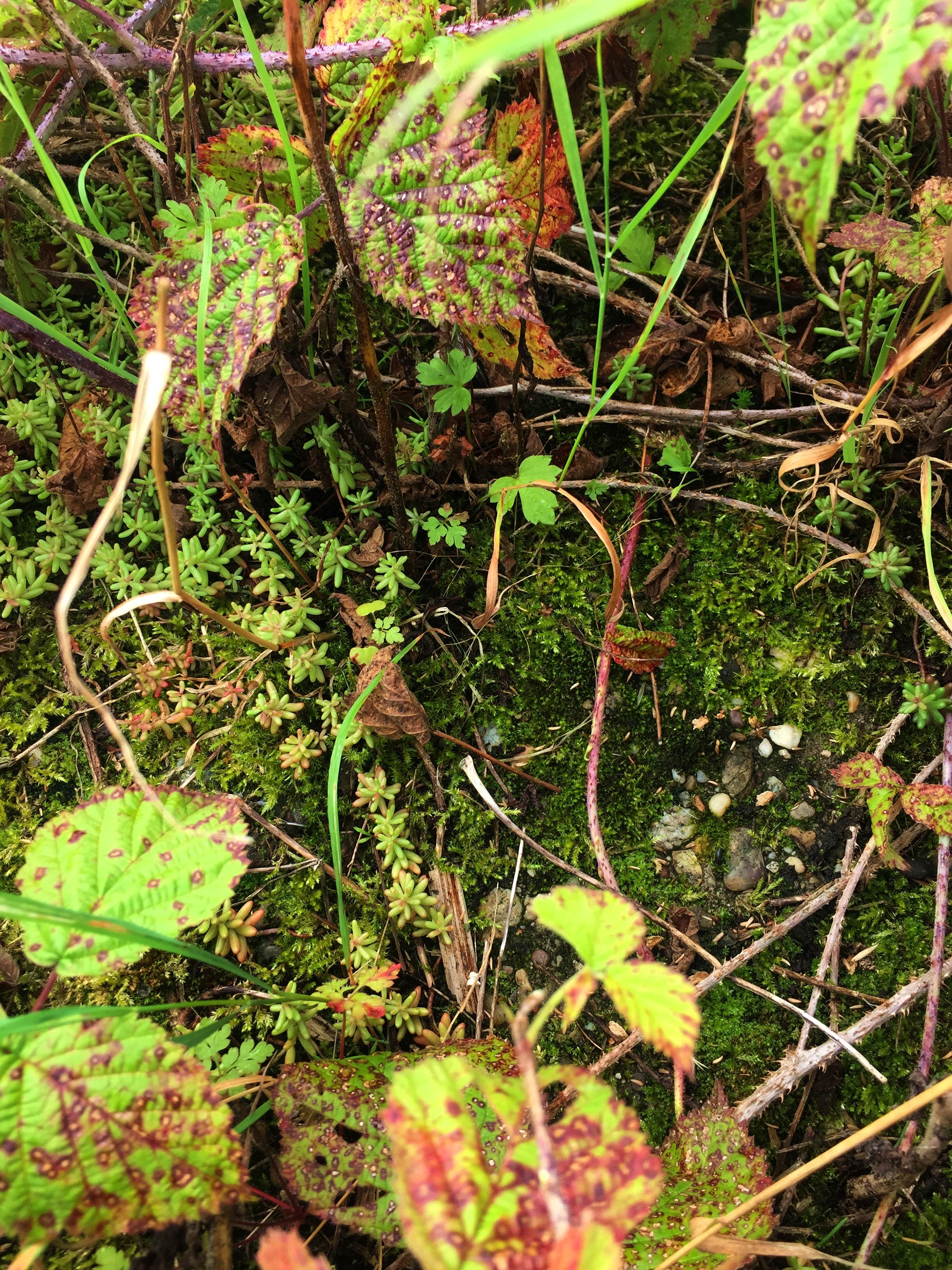
Dauwbraam (Rubus caesius), groeiplaats rivierglooiing
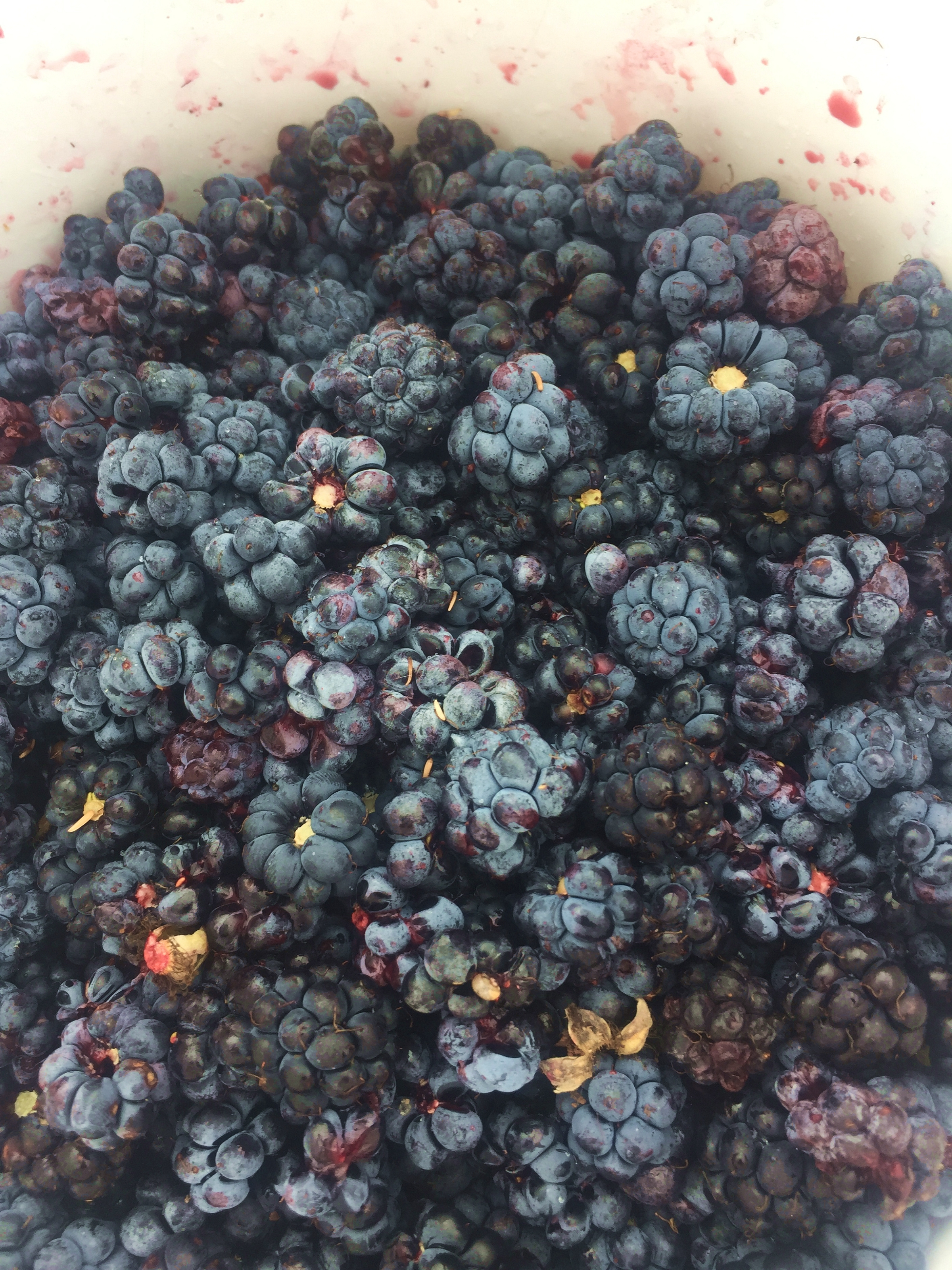
Dauwbraam (Rubus caesius), bessen
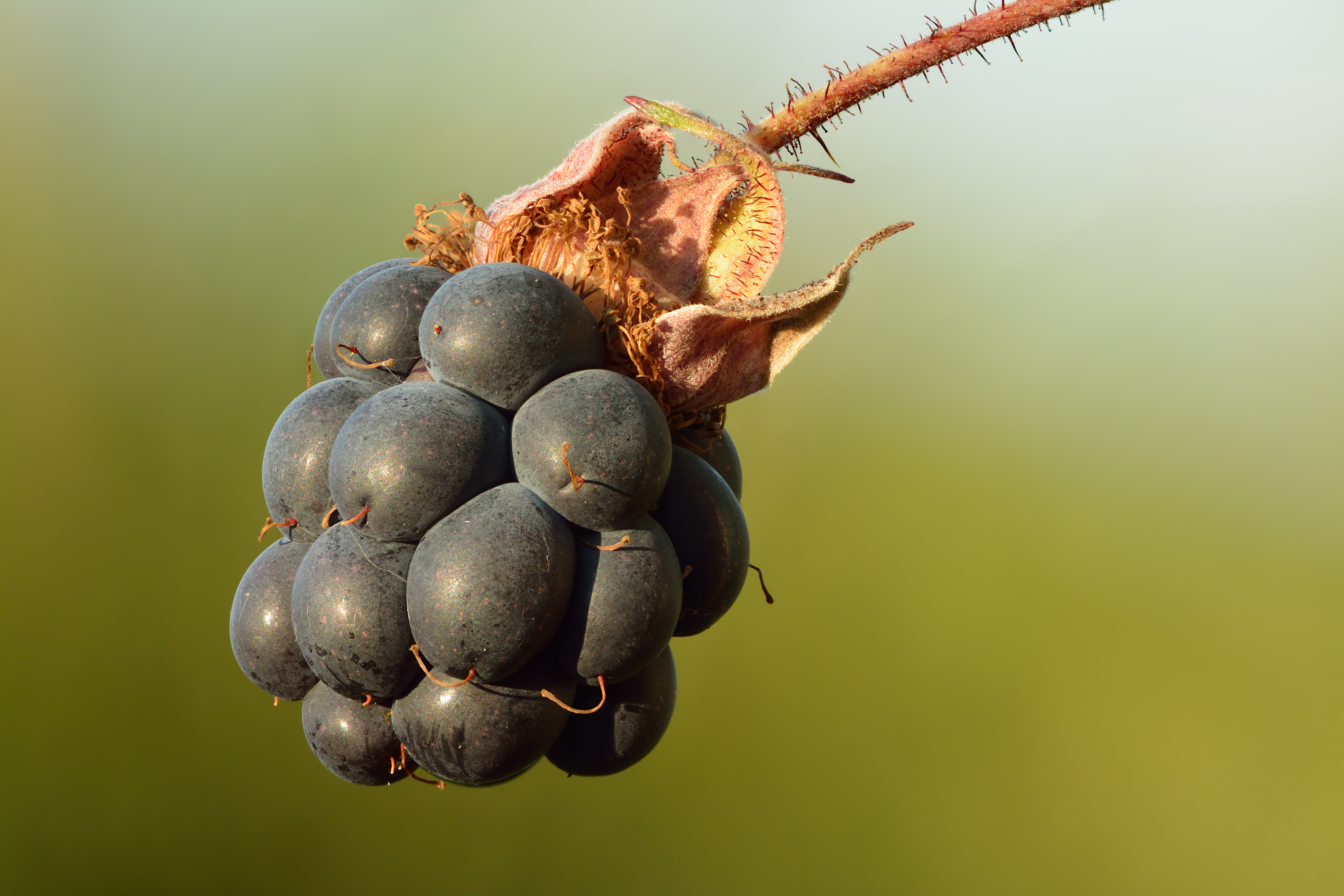